# Кыяк
Кыл кыяк (кирг. кыл кыяк), также кыяк (кирг. кыяк) — национальный киргизский струнный смычковый инструмент. Изготавливается народный кыяк из урючного или орехового дерева. Имеет две струны и смычок (жаа). Форма кыяка похожа на перевернутую грушу, короткая шейка слегка выгнута, к круглой головке прикреплены два деревянных колка. Верхняя половина инструмента является открытой, а нижняя – обтянута верблюжьей кожей. Примерная длина инструмента 60-70 см,  глубина чашки корпуса 3,5-5 см. Наибольшая ширина корпуса 16-20 см. Струны собирают из двух пучков конского хвоста — один из 60, второй из 70 волосинок. Смычок имеет дугообразную форму, на него также натягиваются конские волосы. Материалом для изготовления смычка служит прочное горное растение табылгы (спирея). 
Арсенал исполнительских приемов у кыякчы (исполнителей на кыяке) не так богат, как у комузчу. Играют на кыл кыяке сидя, держа инструмент в вертикальном положении и опирая нижнюю часть корпуса о колено. Народные музыканты держат смычок снизу, вывернув ладонь правой руки вверх.
Мастера данного музыкального инструмента рекомендуют всегда хранить его в сухом месте. Также они уверяют, что лучше всего кыяк звучит в летний промежуток времени. В туманную погоду или под дождем звук струн инструмента становится менее приглушенным, тем самым теряя свою особенность.